# 越谷市立大袋北小学校
越谷市立大袋北小学校（こしがやしりつ おおぶくろきたしょうがっこう）は、埼玉県越谷市袋山にある公立小学校。

## 経営方針
- 目指す学校像
  - 「児童一人一人が学ぶ意欲と活力に満ち、保護者・地域から信頼され、誇れる学校」
- 目指す児童像
  - 「思いやりと笑顔のあいさつ、元気いっぱい北小っ子」

## 沿革
- 1972年4月1日 - 越谷市立大袋小学校を分離して越谷市立大袋北小学校として開校[1]
- 1972年7月20日 - 校章制定
- 1973年9月20日 - 校歌制定
- 1974年1月21日 - 開校記念日を3月16日に決定
- 1981年4月1日 - 越谷市立千間台小学校を分離

## 教育目標
「自ら学び、思いやりのある子」
- かしこく
- なかよく
- たくましく

## 通学区域
- 大竹 - 一部
- 恩間 - 一部
- 上間久里 - 一部
- 下間久里 - 一部
- 千間台東四丁目 - 一部
- 袋山 - 一部
- 西大袋土地区画整理事業地内 - 一部[2]